# 조지 머리 (야구인)
조지 킹 "스마일러" 머리(George King "Smiler" Murray, 1898년 9월 23일 ~ 1955년 10월 18일)는 미국의 전 프로 야구 선수이다. 1920년대와 1930년대에 메이저 리그 베이스볼 (MLB)에서 투수로 활약하였으며, 우투우타였다. 6시즌 동안 뉴욕 양키스, 보스턴 레드삭스, 워싱턴 세너터스, 시카고 화이트삭스에서 뛰었다. 통산 110경기에 출전해 416⅓이닝을 던지며 19승 26패, 10완투, 114탈삼진, 5.38의 평균자책점을 기록했다.